# スペースバズーカ
『スペースバズーカ』 (英題：Battle Clash) は、インテリジェントシステムズが開発し任天堂より発売されたスーパーファミコン用ガンシューティングゲーム。スーパーファミコン周辺機器のスーパースコープのローンチタイトルとして、北米では1992年10月、欧州では1993年、日本では1993年6月21日に発売された。

## 概要
スーパースコープを使用し、敵STと一対一で戦う格闘ガンシューティングゲーム。自機の移動は自動的に行われる。ゲームモードは全ての敵と戦うバトルゲームモードの他に、特定の敵と連戦するタイムトライアルがある。

## システム

### 攻撃方法
ターボショット
ファイアーボタンを押しっぱなしにすると撃てる連打。威力はないが、多量の敵弾を消すのに使える。
スーパーショット
画面下のゲージが溜まってからファイアーボタンを押すと撃てる。時間はかかるが、威力が高く攻撃の主力になる。
アイテム（ボム等）
カーソルボタンを押して選択し、ファイアーボタンで発動。

### その他
同じ敵でコンティニューし続けると、マイケルが敵を倒すためのヒントを話してくれる。

## ストーリー
21世紀、秩序の失われた地球。この時代では「スタンディング・タンク（以下ST）」と呼ばれる人型ロボットによって行われる、「バトルゲーム」と呼ばれる戦いが唯一の娯楽であり、またこれによる統治社会が成立していた。このバトルゲームで勝ち続け、名誉を得たアヌビスという男は地球を統治するまでになった。
だが、そのアヌビスに父を殺された青年マイケル・アンダーソンはこれに屈せず、父の仇を討ち明るい時代を取り戻すことを決意し「STファルコン」を開発。プレイヤーはその砲撃手となり、マイケルと共に世界各地を統治するアヌビスの手下に戦いを挑む。

## キャラクター
STガラム(GARAM)
最初に戦う緑色のST。パワーに優れるが攻撃方法が単調。ロケットパンチを繰り出す。
パイロットは北米大陸のチーフである大男・グイドー。説明書のイラストでは異様に大きな岩を持ち上げており、解説には「体は至って頑丈だが性格は単純」とされている。ホームステージは拠点であるニューヨーク。
STスカラベ(SCARAB)
四股を踏む動作が特徴的なST。スーパーショットさえ跳ね返す金色の装甲で覆われている。
パイロットはアフリカのチーフである石油王・イクナトン。説明書によると中東の油田を独占する事で巨万の富を得た、召使を従えた太った老人。ホームステージは拠点であるカイロ。
STロルカ(LORCA)
紫色で細く、素早い動きが特徴。回転し奇妙な音を発しながら大量の弾をばら撒く「ヘル・サーガ」という攻撃を得意とする。
パイロットはヨーロッパのチーフであるロルカで、「戦う吟遊詩人」の異名をとる男。唯一STとパイロット名が同一。戦闘前の会話などから、独特な口調をしておりかなりのナルシストである模様。ホームステージは拠点であるロンドン。
STアルテミス(ARTEMIS)
ピンク色の女性型ST。装甲には劣るがミサイルの火力は高い。このステージは特殊で、崖から飛び降りる空中戦から始まる。
パイロットは南米大陸のチーフであるターシャ。チーフの中では紅一点である。戦闘前の会話では、ロルカの事を快く思っていない模様。ホームステージは拠点であるアンデス山脈。
STシュナイダー(SCHNEIDER)
反重力を利用し地面から浮いている青色のST。頭の上に黄色い「ビット」が浮いている。
パイロットはアジアのチーフであるアルフレッド。他人との関わりを嫌う日系ドイツ人の科学者で、風貌はいかにもなマッドサイエンティスト。なお、髪はカツラである。ホームステージは拠点であるキョート(京都)。
STアイバン(IVAN)
カニのように左右にゆっくりと動く巨大なST。他のSTが人型なのに対し、建設機械のような造形である。
パイロットはオセアニアのチーフである建設労働者・アントノフ。イラストでは巨大なハンマーを持って指示を出している。なお、条件を満たすことでサナトスを倒す為の切り札のアイテム「Vシステム」を入手できる。ホームステージは拠点である空母。
STバリウス(VALIUS)
機動性に優れたST。左右に激しく動き狙いを定めにくく、撃ってくる弾の数も多い。
パイロットは月への軌道エレベータ「バベル」を守るエディ。鉄仮面をしていて、アヌビスに洗脳されているらしい。
STバーロン(BARON)
右手に銃、左手に攻撃を跳ね返す盾を持ったST。ショットの精度が要求される。
パイロットはアヌビス親衛隊隊長のカルロス。戦いで負かした相手のSTをコレクションにしている。彼も鉄仮面をしているが、エディとは異なり会話からはアヌビスに洗脳されている様子はうかがえない。
STサナトス(THANATOS)
最終ボス。特に外見的特徴はないが火力は強力。両腕・両足を飛ばしてくる。
パイロットはアヌビス。顔は緑色で人間離れした不気味な容姿の男。
STサナトス(THANATOS)
前述のサナトスを倒すと出現する真の姿。双頭の竜の首とハサミを持ち、防御力・火力ともに絶大。

## スタッフ
- ディレクター：村松敏孝
- プログラマー：成広通、 西井利弘、山内修、いぬいただし、あべこういち
- グラフィック・デザイナー：村松敏孝、大西直孝
- 音楽：辻横由佳
- サウンド・プログラミング、エフェクト：西牧賢一
- スーパーバイザー：フィル・サンドホップ、加納誠、やまもとまさお
- シナリオ・ライター：松本久美子
- スペシャル・サンクス：北西亮一、生野鋼三、加賀昭三、出石武宏、ダン・オーセン、スティーヴ・マイルス、トニー・ハーマン、山田裕之
- プロデューサー：横井軍平

## 評価
ゲーム誌『ファミコン通信』の「クロスレビュー」では、7・6・7・5の合計25点（満40点）、『ファミリーコンピュータMagazine』の読者投票による「ゲーム通信簿」での評価は以下の通り20.8点（満30点）となっている。
| 項目 | キャラクタ | 音楽 | お買得度 | 操作性 | 熱中度 | オリジナリティ | 総合 |
| 得点 | 3.6        | 3.4  | 3.3      | 3.3    | 3.6    | 3.6            | 20.8 |

## 続編
- メタルコンバット（1993年）
続編作品。日本では未発売だが、インテリジェントシステムズのホームページ内で詳しい情報を見ることが出来る。